# Chitra Gajadin
Chitra Gajadin (District Suriname, 21 juni 1954) is een Surinaamse auteur van poëzie, toneel en proza.

## Leven en werk
Zij ging in 1972 naar Nederland. Chitra Gajadin werkt voor de Feduco en als recensente voor de Weekkrant Suriname, het NBLC/Biblion en enkele tijdschriften.
In haar gedichten beschrijft ze gevoelig en indringend-observerend de verstoring van de balans van Hindostanen die Suriname verlieten. Haar gedichten zijn sterk gekleurd door (heimwee naar) haar jeugd in het district Suriname en ervaringen bij een weerzien met haar geboorteland na jaren afwezigheid. Hoewel zij tot de Sarnami-beweging hoorde, waren haar eerste drie bundels Nederlandstalig:
- Van erf tot skai (1977) met illustraties van Anton Vrede
- Padi voor Batavieren (1979),
- De zon vloeit weg uit mijn ogen (1983).

De bundel Kab ke yaad / Van wanneer een herinnering (1984) bevat haar Sarnamipoëzie over de jaren 1977 tot 1983, met vertaling. Geheel Nederlandstalig waren:
- Opgravingen van jezelf (1994),
- Schoorvoetige tijden (2000).

In haar verhalen, gebundeld in Bari dopahar (Het heetste uur van de dag) (1989), beschrijft en herinnert zij het land dat zij verliet. Zij schreef verder de theaterteksten Savitri (1994), gebaseerd op het derde boek van het Indiase epos Mahabharata, en de ‘poëtische monoloog voor 1 vrouw’ Lucette (1997). Het jeugdboek Amal en de brief van de koning (1992) is een bewerking van het toneelstuk The Post Office van Rabindranath Tagore.
Chitra Gajadin was een van de winnaars van de Dunya Poëzieprijzen 2002.

## Over Chitra Gajadin
- Michiel van Kempen, Drie beelden van een land ver weg. In: Bhásá, 4 (1987), no. 1, januari, pp. 10-20.
- Michiel van Kempen, Chitra Gajadin. In: Kritisch Lexicon van de Moderne Nederlandstalige Literatuur, afl. 84, februari 2002. (Biografie, beschouwing, primaire en secundaire bibliografie.)
- Michiel van Kempen, Een geschiedenis van de Surinaamse literatuur. Breda: De Geus, 2003, deel II, pp. 1159-1164.